# Jewgeni Gennadjewitsch Petschonkin
Jewgeni Gennadjewitsch Petschonkin (russisch Евгений Геннадьевич Печёнкин, engl. Transkription Yevgeniy Pechonkin; * 9. Oktober 1973 in Krasnodar) ist ein russischer Bobfahrer und ehemaliger Hürdenläufer, dessen Spezialdisziplin die 110-Meter-Distanz war.

## Leichtathletik
1992 gewann er bei den Leichtathletik-Juniorenweltmeisterschaften in Seoul als Mitglied des Vereinten Teams die Goldmedaille. Zusätzlich trat er auch im Weitsprung an und sicherte sich den fünften Platz. Bei den Leichtathletik-Weltmeisterschaften 1993 in Stuttgart schied er dagegen schon im Vorlauf als Fünfter mit einer Zeit von 13,85 s aus. 
1996 konnte er beim als Mannschaftswettkampf ausgelegten Leichtathletik-Europacup die Silbermedaille erringen. Im gleichen Jahr schied er bei den Olympischen Spielen von Atlanta mit 13,86 Sekunden als Fünfter im Vorlauf aus. Bei den Leichtathletik-Halleneuropameisterschaften 1998 in Valencia wurde er Sechster über 60 m Hürden.
Bei den Olympischen Spielen 2000 in Sydney erreichte er das Halbfinale, kam dort aber mit 13,62 s als Siebter nicht weiter. Im Jahr 2001 gelang ihm der Gewinn der Goldmedaille beim Europacup in Bremen. Nur wenige Wochen später belegte er bei den Weltmeisterschaften in Edmonton im Finale mit 13,52 s den sechsten Platz. 
2002 kam er bei den Halleneuropameisterschaften in Wien über 60 m Hürden auf den dritten Platz, wurde aber nachträglich disqualifiziert, weil er bei einer kurz zuvor durchgeführten Dopingkontrolle positiv auf die Substanz Norandrosteron (ein Metabolit des anabolen Steroids Nandrolon) getestet worden war, und wegen dieses Verstoßes gegen die Dopingbestimmungen für zwei Jahre gesperrt.
Petschonkins letzter großer Wettkampf war die Teilnahme an den Olympischen Spielen 2004 in Athen. Im Viertelfinale lief er die Strecke in 13,53 s und verpasste als Fünfter knapp den Einzug in die nächste Runde. 

## Bobsport
2005 wechselte Petschonkin als Bobanschieber in den Wintersport, wofür er sein Wettkampfgewicht von 85 auf 104 kg erhöhte. Seine bislang einzige Podiumsplatzierung gelang ihm in der Weltcupsaison 2007/2008, als er mit dem russischen Viererbob von Pilot Alexander Subkow beim vierten Rennen in Cortina d’Ampezzo den zweiten Platz errang. Nur knapp einen Monat später belegte er ebenfalls im Viererbob den zehnten Rang bei der Bob-Weltmeisterschaft 2008 in Altenberg.

## Privates
Petschonkin war bis 2006 mit der ehemaligen russischen 400-Meter-Hürdenläuferin, Weltmeisterin und aktuellen Weltrekordinhaberin über diese Distanz, Julija Petschonkina, verheiratet.

## Persönliche Bestleistungen
- 60 m Hürden (Halle): 7,46 s, 31. Januar 2002, Moskau
- 110 m Hürden: 13,38 s, 24. Juni 2001, Bremen
- Weitsprung: 7,90 m, 24. April 1993, Sotschi